# Bryohaplocladium perparaphyllum
Bryohaplocladium perparaphyllum là một loài Rêu trong họ Thuidiaceae. Loài này được (R. Watan.) R. Watan. & Z. Iwats. mô tả khoa học đầu tiên năm 1981.